# جورج جوزيف (ملحن)
جورج جوزيف (بالألمانية: Georg Joseph)‏ هو ملحن ألماني، ولد في القرن السابع عشر، وتوفي في القرن السابع عشر.